# (333) Badenia
(333) Badenia és un asteroide que forma part del cinturó d'asteroides descobert el 22 d'agost de 1892 per Maximilian Franz Wolf des de l'observatori de Heidelberg-Königstuhl, Alemanya.
Va rebre el nom per l'antic Gran Ducat de Baden.